# Athenaea pohliana
Athenaea pohliana är en potatisväxtart som beskrevs av Sendt. Athenaea pohliana ingår i släktet Athenaea och familjen potatisväxter. Inga underarter finns listade i Catalogue of Life.